# Johan Hedberg (musiker)
Johan Hedberg är en svensk musiker. Han är en av två medlemmar i Suburban Kids with Biblical Names och har utöver detta även gett ut soloskivor i eget namn samt den hyllade jullåten ”En jul utan Solheim” under pseudonymen Snucke.

## Diskografi

### Suburban Kids with Biblical Names
Album
- 2005 – #3

EP
- 2004 – #1
- 2005 – #2
- 2009 – #4

### Solo
Album
- 2014 – Paradiset

EP
- 2007 – Johan Hedberg
- 2007 – 5-spårs EP
- 2010 – Svedmyra EP

Singlar
- 2013 – Nackamasterna

### Fotnoter
1. ↑  ”Johan Hedberg”. Discogs.com. http://www.discogs.com/artist/Johan+Hedberg. Läst 2 mars 2012.